# Nanjingmuseum
Het Nanjingmuseum (vereenvoudigd Chinees: 南京博物院; traditioneel Chinees: 南京博物院; pinyin: Nánjīng Bówùyuàn) is een museum in Nanjing, China. Het museum werd in 1933 opgericht direct ten noordoosten van het paleis Minggugong, initieel aangeduid als de voorbereidende afdeling van het Nationaal Centraal Museum. Het hoofdgebouw werd ontworpen door de Chinese architect Liang Sicheng met een mengeling van Chinese en Westerse architectuurstijlen. In maart 1950 werd het museum hernoemd tot het Nanjingmuseum. In de jaren negentig werd het museum fors uitgebreid en van 2009 tot 2013 werd het museum nog verder uitgebreid. 
Het museum heeft een permanente collectie met meer dan 400.000 objecten en 70.000 m² tentoonstellingsruimte. Pronkstuk van het museum is de collectie van keizerlijk porselein uit de Ming- en Qing-dynastieën.
In 2018 hebben meer dan 3.670.000 bezoekers het museum bezocht, het is daarmee een van de twintig meest bezochte musea ter wereld.

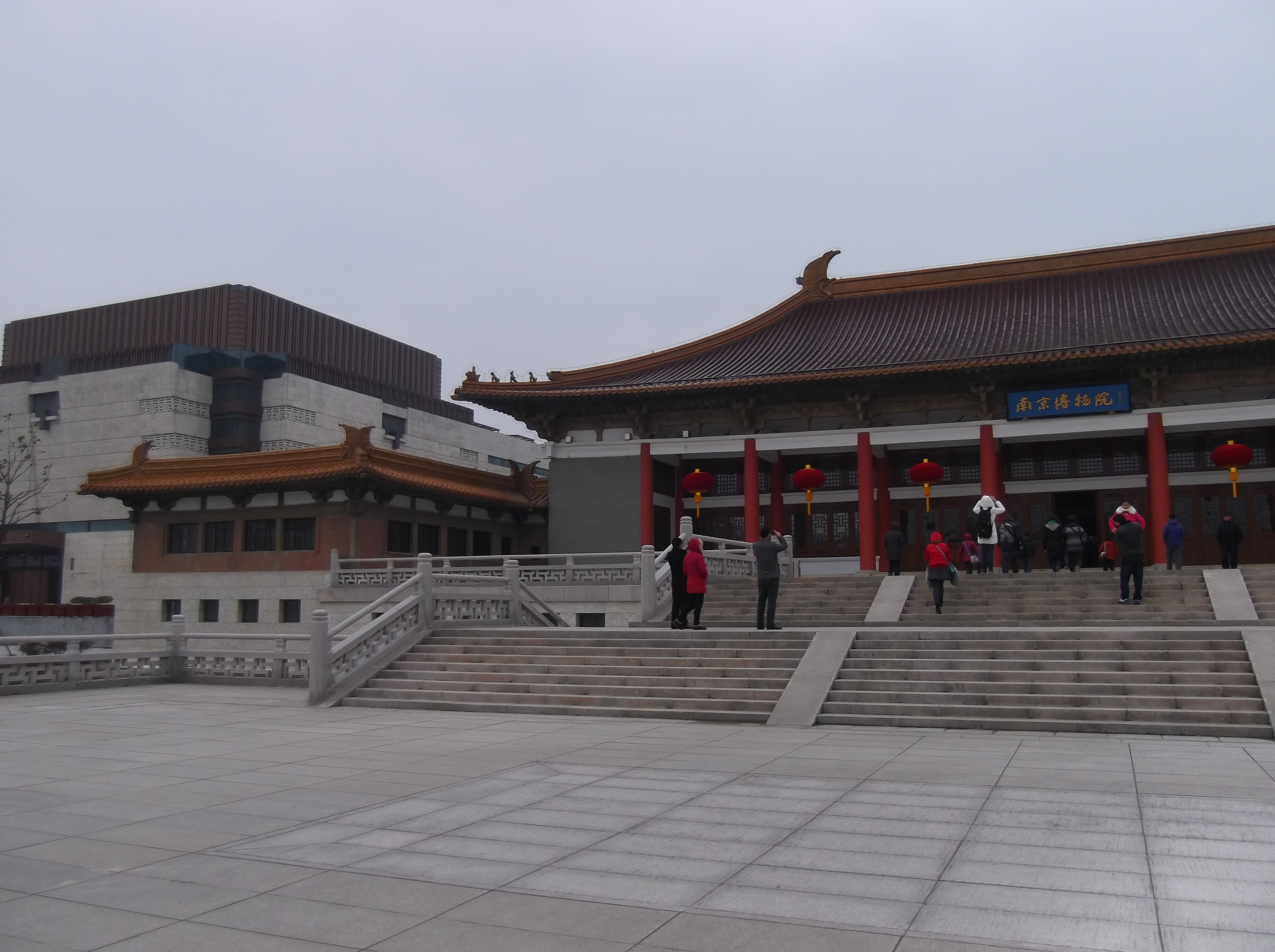
Nieuwbouw uit de jaren negentig naast het hoofdgebouw uit de jaren dertig